# Eleonora di Sicilia
Eleonora di Sicilia, detta anche Leonora di Sicilia o di Trinacria (Paternò, 1325 – Lérida, 20 aprile 1375), principessa siciliana che fu regina consorte della Corona d'Aragona, dal 1349 al 1375.

## Origine
Era la figlia terzogenita del re di Trinacria, Pietro II, quarto re della dinastia aragonese-sicula, e di Elisabetta di Carinzia, figlia di Ottone III del Tirolo e di Eufemia di Slesia-Liegnitz.

## Biografia
Eleonora visse durante la seconda fase dei Vespri siciliani e, in base ad accordi diplomatici, il 27 agosto 1349, a Valencia, sposò il re di Aragona, di Valencia, di Maiorca, di Sardegna e di Corsica, Pietro IV, e Conte di Barcellona e delle altre contee catalane, come Pietro III, vedovo da circa un anno di Eleonora del Portogallo. Per Pietro IV era il terzo matrimonio.
Eleonora riuscì ad acquisire una grande influenza a corte, tanto da sostituire Bernardo di Cabrera, il principale consigliere del re Pietro IV, dal 1347.
Nel 1357, di fronte all'aumentare dell'opposizione, in Sicilia, contro il fratello, Federico IV di Aragona, re di Trinacria e Duca di Neopatria, Eleonora fu sostenitrice della proposta di Federico IV, di inviare truppe aragonesi in Sicilia, per sostenerlo contro i suoi oppositori. In cambio, Federico avrebbe consegnato ad Eleonora stessa il Ducato di Neopatria, ma la proposta fu rifiutata da Pietro IV.
Eleonora morì a Lleida, il 20 aprile 1375.
Rimasto ancora una volta vedovo, Pietro, dopo due anni e mezzo, si risposò, per l'ultima e quarta volta, con la discendente di una famiglia di piccola nobiltà, Sibilla di Fortià.

## Figli
Eleonora al re aragonese diede quattro figli:
- Giovanni il Cacciatore (1350 – 1395), re di Aragona, di Valencia, di Sardegna e di Maiorca, re titolare di Corsica, Conte di Barcellona e delle contee catalane;
- Martino il Vecchio (1356 – 1410), sovrano della corona d'Aragona, successe al fratello Giovanni;
- Eleonora (1358 – 1382), sposò nel 1375 Giovanni I di Castiglia.
- Alfonso d'Aragona (1362 – 1364);

## Ascendenza
|                            |                               |                              | Genitori              |  |  | Nonni |  |  | Bisnonni             |  |  | Trisnonni           |  |
|                            |                               |                              |                       |  |  |       |  |  | Pietro III d'Aragona |  |  | Giacomo I d'Aragona |  |
|                            |                               |                              |                       |  |  |       |  |  | Pietro III d'Aragona |  |  | Giacomo I d'Aragona |  |
|                            |                               | Iolanda d'Ungheria           |                       |  |  |       |  |  | Pietro III d'Aragona |  |  |                     |  |
| Federico III d'Aragona     |                               |                              |                       |  |  |       |  |  | Pietro III d'Aragona |  |  |                     |  |
|                            |                               | Costanza di Sicilia          | Manfredi di Sicilia   |  |  |       |  |  |                      |  |  |                     |  |
|                            |                               | Costanza di Sicilia          | Manfredi di Sicilia   |  |  |       |  |  |                      |  |  |                     |  |
|                            |                               | Costanza di Sicilia          | Beatrice di Savoia    |  |  |       |  |  |                      |  |  |                     |  |
| Pietro II di Sicilia       |                               | Costanza di Sicilia          |                       |  |  |       |  |  |                      |  |  |                     |  |
|                            |                               | Carlo II d'Angiò             | Carlo I d'Angiò       |  |  |       |  |  |                      |  |  |                     |  |
|                            |                               | Carlo II d'Angiò             | Carlo I d'Angiò       |  |  |       |  |  |                      |  |  |                     |  |
|                            |                               | Carlo II d'Angiò             | Beatrice di Provenza  |  |  |       |  |  |                      |  |  |                     |  |
| Eleonora d'Angiò           |                               | Carlo II d'Angiò             |                       |  |  |       |  |  |                      |  |  |                     |  |
|                            |                               | Maria Arpad d'Ungheria       | Stefano V d'Ungheria  |  |  |       |  |  |                      |  |  |                     |  |
|                            |                               | Maria Arpad d'Ungheria       | Stefano V d'Ungheria  |  |  |       |  |  |                      |  |  |                     |  |
|                            |                               | Maria Arpad d'Ungheria       | Elisabetta dei Cumani |  |  |       |  |  |                      |  |  |                     |  |
| Eleonora di Sicilia        |                               | Maria Arpad d'Ungheria       |                       |  |  |       |  |  |                      |  |  |                     |  |
|                            | Mainardo II di Tirolo-Gorizia | Mainardo I di Tirolo-Gorizia |                       |  |  |       |  |  |                      |  |  |                     |  |
|                            | Mainardo II di Tirolo-Gorizia | Mainardo I di Tirolo-Gorizia |                       |  |  |       |  |  |                      |  |  |                     |  |
|                            | Mainardo II di Tirolo-Gorizia | Adelaide di Tirolo           |                       |  |  |       |  |  |                      |  |  |                     |  |
| Ottone III del Tirolo      | Mainardo II di Tirolo-Gorizia |                              |                       |  |  |       |  |  |                      |  |  |                     |  |
|                            |                               | Elisabetta di Wittelsbach    | Ottone II di Baviera  |  |  |       |  |  |                      |  |  |                     |  |
|                            |                               | Elisabetta di Wittelsbach    | Ottone II di Baviera  |  |  |       |  |  |                      |  |  |                     |  |
|                            |                               | Elisabetta di Wittelsbach    | Agnese del Palatinato |  |  |       |  |  |                      |  |  |                     |  |
| Elisabetta di Carinzia     |                               | Elisabetta di Wittelsbach    |                       |  |  |       |  |  |                      |  |  |                     |  |
|                            |                               | Enrico V di Legnica          | …                     |  |  |       |  |  |                      |  |  |                     |  |
|                            |                               | Enrico V di Legnica          | …                     |  |  |       |  |  |                      |  |  |                     |  |
|                            |                               | Enrico V di Legnica          | …                     |  |  |       |  |  |                      |  |  |                     |  |
| Eufemia di Slesia-Liegnitz |                               | Enrico V di Legnica          |                       |  |  |       |  |  |                      |  |  |                     |  |
|                            |                               | Elisabetta di Kalisz         | …                     |  |  |       |  |  |                      |  |  |                     |  |
|                            |                               | Elisabetta di Kalisz         | …                     |  |  |       |  |  |                      |  |  |                     |  |
|                            |                               | Elisabetta di Kalisz         | …                     |  |  |       |  |  |                      |  |  |                     |  |
|                            |                               | Elisabetta di Kalisz         |                       |  |  |       |  |  |                      |  |  |                     |  |